# Motykowa Grapa
Motykowa Grapa, Górka Motykowa lub Motykowa Góra – niewybitny szczyt w Paśmie Baraniej Góry i Skrzycznego w Beskidzie Śląskim. Stanowi zakończenie grzbietu, wybiegającego od szczytu Wierchu Wisełka w kierunku południowo-wschodnim. W grzbiecie tym kolejno znajdują się: Skałka, Wojtasowa Grapa i Motykowa Grapa. W południowo-wschodnim kierunku Motykowa Grapa opada łagodnie płaskim grzbietem w widły potoków Bystra i Janoszka. Motykowa Grapa jest zwornikiem; w kierunku północno-wschodnim odchodzi od niej ku dolinie Roztoki krótki grzbiet z trójwierzchołkowym szczytem Palenica. Skomplikowana budowa geologiczna wpłynęła na znaczne rozczłonkowanie stoków i urozmaicenie rzeźby tej góry.
W gwarze polskich i słowackich górali słowo grapa oznacza strome lub urwiste zbocze, grzbiet lub wzniesienie.
Motykowa Grapa znajduje się w granicach wsi Kamesznica w województwie śląskim, w powiecie żywieckim, w gminie Milówka. Jest w znacznej części porośnięta lasem, bezleśne, pokryte polami uprawnymi są tylko dolne części jej południowo-wschodniego stoku w dolinie Janoszki i Bystrej.

## Przypisy

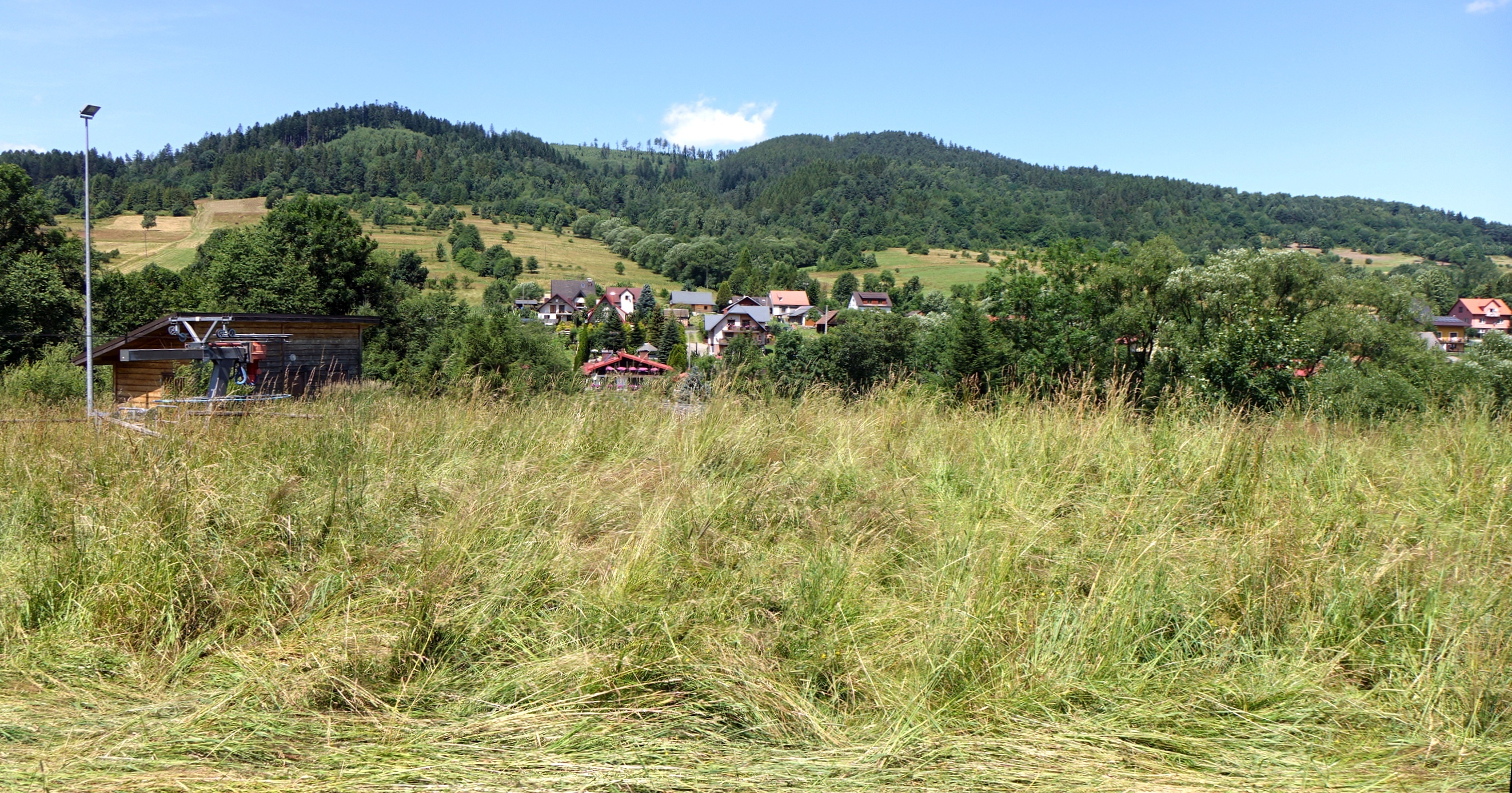
Widok na Wojtasową Grapę i Motykową Grapę z Kamesznicy